# Георги Кратунков
Георги Илиев Кратунков е български офицер, генерал-майор, участник Балканската (1912 – 1913) и Междусъюзническата война (1913), помощник-завеждащ движение (Оперативно отделение) и началник на транспортно отделение (Управление на началника на железопътните съобщения) през Първата световна война (1915 – 1918).

## Биография
Георги Кратунков е роден на 7 март 1873 г. в Ямбол. През 1898 г. завършва Военното на Негово Княжеско Височество училище, произведен е в чин подпоручик и зачислен в артилерията. На 2 май 1902 е произведен в чин поручик, а на 15 август 1907 в чин капитан. През 1908 г., като капитан от Видинския крепостен батальон е командирован за обучение в Николаевска академия на ГЩ в Санкт Петербург, която завършва през 1911 г.
Капитан Георги Кратунков взема участие в Балканската (1912 – 1913) и Междусъюзническата война (1913), като на 18 май 1913 е произведен в чин майор. Взема участие и в Първата световна война (1915 – 1918) първоначално като помощник-завеждащ движение в Оперативния отдел на Щаба на действащата армия, на 30 май 1916 е произведен в чин подполковник, а през 1917 г. е награден с Народен орден „За военна заслуга“ IV степен с военно отличие.. По-късно е назначен за началник на транспортно отделение към Управлението на началника на железопътните съобщения, за която служба през 1921 г. е награден с Народен орден „За военна заслуга“, III степен с военно отличие. На 30 май 1918 г. е произведен в чин полковник.
По време на военната си кариера, служи в също така и в 6-и артилерийски полк, както и като помощник-началник секция „Военно съобщения“. От 1923 г. е началник на Главното интендантство. На 11 април 1923 г. е произведен в чин генерал-майор. По-късно излиза в запаса.
Генерал-майор Георги Кратунков е женен и има 2 дъщери – Нина (починала на 12 март 1925 г.) и Маня (починала на 5 юли 1917 г.). В тяхна памет запасния генерал Кратунков дарява средства са създаването на старото аязмо „Св. Безсребреници“ в Бачковския манастир. Умира през 1948 г. и е погребан в централните софийски гробища.

## Военни звания
- Подпоручик (1898)
- Поручик (2 май 1902)
- Капитан (15 август 1907)
- Майор (18 май 1913)
- Подполковник (30 май 1916)
- Полковник (30 май 1918)
- Генерал-майор (11 април 1923)

## Награди
- Народен орден „За военна заслуга“ IV степен с военно отличие (1917)
- Народен орден „За военна заслуга“, III степен с военно отличие (1921)

## Образование
- Военно на Негово Княжеско Височество училище (до 1898)
- Николаевска академия на ГЩ в Санкт Петербург (1908 – 1911)